# Yevguéniya Róshchina
Yevguéniya Róshchina (o Evgenia Roschina; República Socialista Federativa Soviética de Rusia, 20 de diciembre de 1978) es una gimnasta artística rusa, medallista de bronce mundial en 1994 en el concurso por equipos.

## 1994
En el Mundial de Dortmund 1994 gana el bronce en el concurso por equipos, tras Rumania y Estados Unidos, siendo sus compañeras de equipo: Svetlana Khorkina, Dina Kochetkova, Elena Lebedeva, Oksana Fabrichnova, Elena Grosheva y Natalia Ivanova.